# Kaunas
Kaunas ([ˈkɐʊˑn̪ɐs̪]ⓘ) es una ciudad lituana ubicada en el centro del país, en la provincia homónima. Se trata de la segunda ciudad más poblada de Lituania después de Vilna, con unos 328 763 habitantes. Fue la capital de la primera República de Lituania, entre 1920 y 1939.
Fundada en 1361 sobre la confluencia de los ríos Niemen y Neris, Kaunas fue el municipio más habitado del voivodato de Trakai durante el Gran Ducado de Lituania. Cuando fue anexionada por el Imperio ruso se convirtió en la capital de la gobernación de Kaunas. Con la declaración de independencia de Lituania en 1918, Kaunas se convierte temporalmente en la capital, ya que Polonia había anexionado Vilna. En el período de entre-guerras la ciudad fue un epicentro cultural y académico, cualidad que se ve reflejada en los numerosos edificios romancistas y art déco, lo que le valió para serle otorgado el Sello de Patrimonio Europeo. 
A nivel comercial es el puerto fluvial más importante de los países bálticos y cuenta con el embalse de Kaunas, el mayor lago artificial de Lituania.

## Etimología

Kaunas lleva el nombre de «Cavm» en la Carta Marina de 1539

El topónimo lituano «Kaunas» es oficial desde 1918, y la teoría más extendida es que deriva de un nombre personal.
Antes de la independencia lituana, la ciudad era generalmente conocida como «Kovno», la adaptación del nombre en lengua eslava. Los polacos la llaman «Kowno» y han mantenido ese nombre, mientras que los rusos y alemanes han adoptado el topónimo oficial en el siglo XX. El nombre en yidis es «Kovne» (קאָוונע).

## Historia
Aunque los terrenos aledaños de Kaunas han sido habitados desde el siglo I a. C., los primeros asentamientos definitivos datan del siglo X. El cartógrafo árabe Al-Idrisi mencionó el lugar en la Tabula Rogeriana bajo el nombre de «Qaynu», muy similar al topónimo actual.

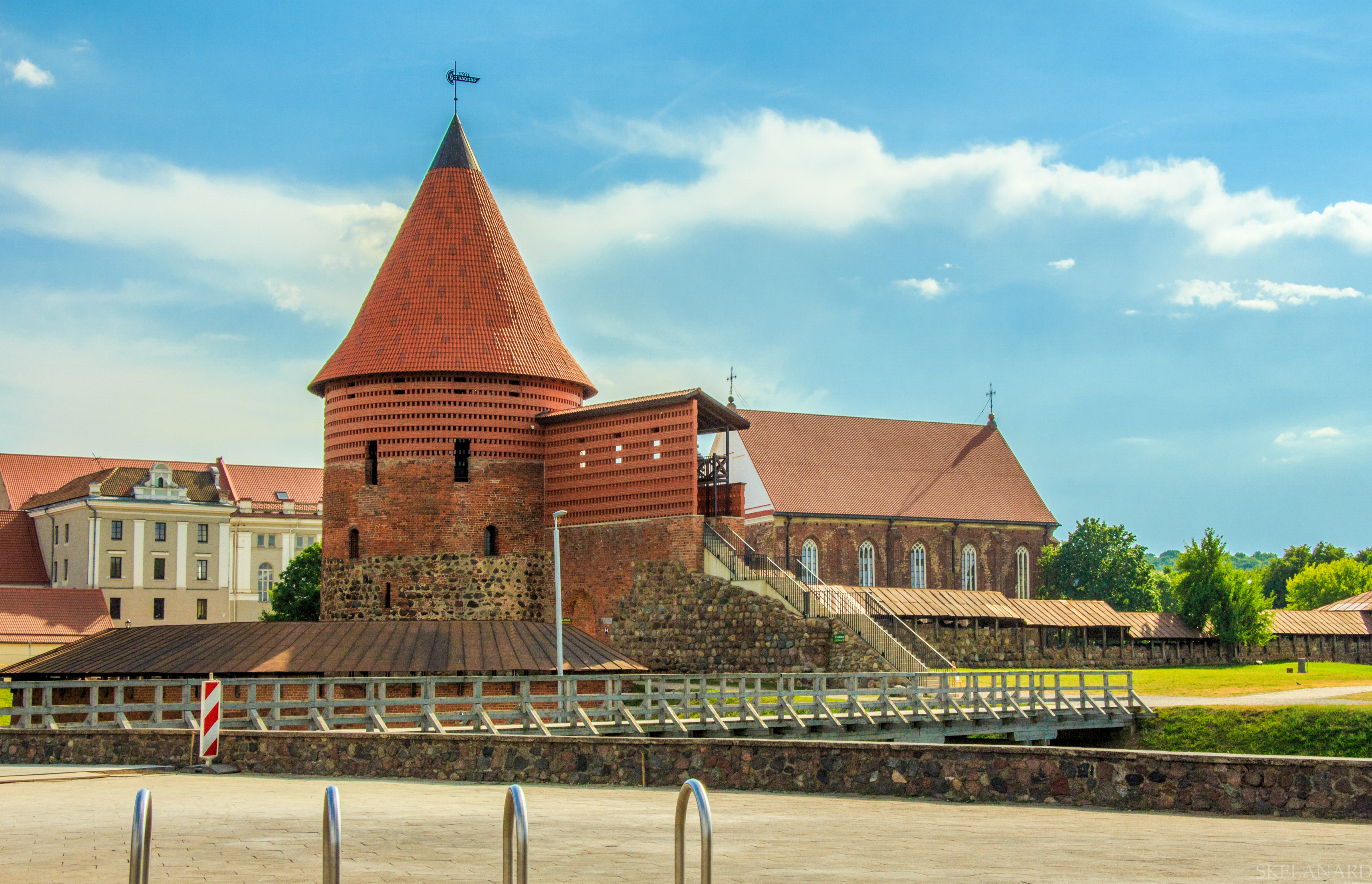
Reconstrucción del castillo de Kaunas.

El Gran Ducado de Lituania fortificó la ciudad de Kaunas en el siglo XIV para defenderse de la Orden Teutónica. La Chronica nova Prutenica menciona la construcción del actual castillo de Kaunas en 1361, establecido desde entonces como el año oficial de fundación de la ciudad. Y aunque los caballeros teutónicos lo asediaron y capturaron al año siguiente, las fuerzas lituanas lograron reconquistarlo al poco tiempo. Después de la batalla de Grunwald, el poder polaco-lituano se consolidó y Kaunas pudo crecer con normalidad.
Kaunas obtuvo el Derecho de Magdeburgo en 1408, durante el reinado de Vitautas el Grande, y se convirtió en uno de los powiat más importantes del voivodato de Trakai (1413-1795), ya que pudo desarrollar sus propios comercios e instituciones. En 1441 se unió a la Liga Hanseática y estableció el único puesto comercial (kontor) del Gran Ducado de Lituania, abierto hasta 1532. Al final del siglo XVI, Kaunas era uno de los municipios más prósperos de Europa Central.
Los siglos XVII y XVIII fueron desafortunados para la ciudad, atacada por el Imperio ruso y el ejército sueco en el marco de distintos conflictos. A ello se sumó un brote de peste bubónica y graves incendios que diezmaron a la población local. Después del reparto del Estado polaco-lituano, los rusos ocuparon la ciudad en 1795 sin que ello devolviese la tranquilidad, pues volvió a ser atacada por las tropas de Napoleón Bonaparte y luego fue foco tanto de la Revolución de los Cadetes (1830-1831) como del Levantamiento de Enero (1869-1864).

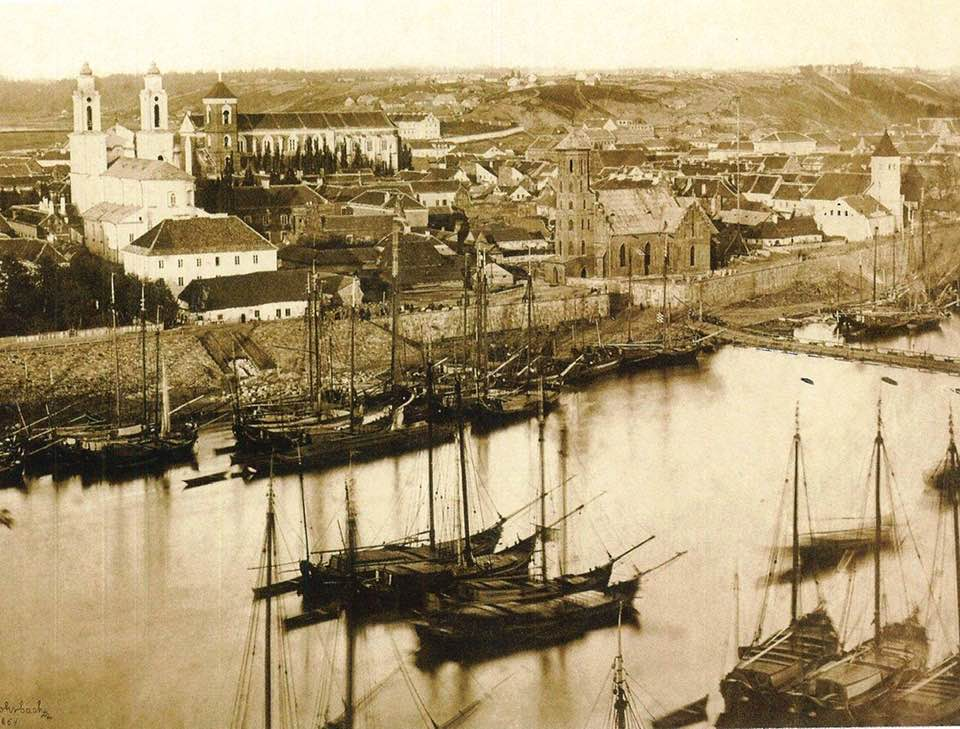
Kaunas a mediados del

Durante el Imperio ruso se convirtió en capital de la gobernación homónima, se erigió la fortaleza de Kaunas como defensa y se construyeron infraestructuras para devolverle el potencial comercial. Entre ellas destaca la creación de un puerto fluvial, la conexión por ferrocarril entre Rusia y Alemania (1862) y la apertura de una central energética (1898). Además, la diócesis de Samogitia fue trasladada desde Varniai hasta Kaunas, lo que dotó a la ciudad de una mayor influencia religiosa y cultural.
La declaración de independencia de 1918 convirtió a Kaunas en la capital provisional de la República de Lituania, ya que Vilna se encontraba bajo el control de Rusia y posteriormente de Polonia. Durante el periodo de entreguerras vivió un notable impulso económico, cultural y social; se crearon instituciones como la Universidad Vitautas (actual Universidad Tecnológica), y el desarrollo industrial conllevó un nivel de vida equiparable al de las grandes ciudades de Europa Occidental. A finales de la década de 1930 se había convertido en la ciudad más habitada de Lituania, con una población de origen lituano y una notable minoría judía.
Sin embargo, durante la Segunda Guerra Mundial sufrió primero la invasión soviética (1940-1941) y, tras un breve levantamiento civil, la ocupación alemana (1941-1944). El ejército nazi llevó a cabo un holocausto de la población judía con el establecimiento del Gueto de Kovno; se estima que hubo más de 30 000 víctimas. Los soviéticos recuperaron la plaza en 1944 para establecer la República Socialista Soviética de Lituania, y al término del conflicto la capital fue trasladada a Vilna, ya bajo soberanía lituana. 
Durante la etapa soviética, Kaunas se convirtió en la ciudad industrial más importante del país y llegó a representar el 25 % de la producción nacional, cuadruplicando su número de habitantes. Al mismo tiempo, fue el epicentro del movimiento nacionalista que reclamaba la independencia de Lituania, con actos como la inmolación de Romas Kalanta en 1972 y las manifestaciones de la Revolución Cantada.
Desde la restauración de la independencia de 1991, Kaunas se ha abierto a Europa Occidental y ha adaptado su industria a las necesidades de una economía de mercado, potenciando además su transformación urbanística. En todo ese tiempo la ciudad ha perdido casi un 40 % de la población debido a la emigración y la baja natalidad.

## Escudo de armas
El 30 de junio de 1993, el escudo de armas histórico de la ciudad de Kaunas fue establecido por un decreto presidencial especial. El escudo de armas cuenta con un toro blanco con una cruz de oro entre sus cuernos, con un fondo de color rojo. El toro es el símbolo heráldico original de la ciudad desde 1400. El sello heráldico de Kaunas, introducido a principios del siglo XV, durante el reinado del Gran Duque Vytautas, es el sello heráldico de la ciudad más antigua conocida en el territorio del Gran Ducado de Lituania. El emblema actual era el resultado de mucho estudio y discusión por parte de la Comisión de Heráldica de Lituania, y se dio cuenta por el artista Raimondas Miknevičius. El toro ha sustituido al bisonte europeo, representado en el emblema de la era soviética, que se utiliza desde 1969.
Kaunas tiene otros escudos de armas, que se utilizan principalmente para fines de representación de la ciudad de Kaunas.

## Organización territorial
Kaunas se divide en 12 zonas:
- Oeste — Šilainiai, Vilijampolė.
- Este — Centras, Dainava, Eiguliai, Gričiupis, Šančiai, Žaliakalnis
- Sur — Aleksotas, Panemunė

## Clima

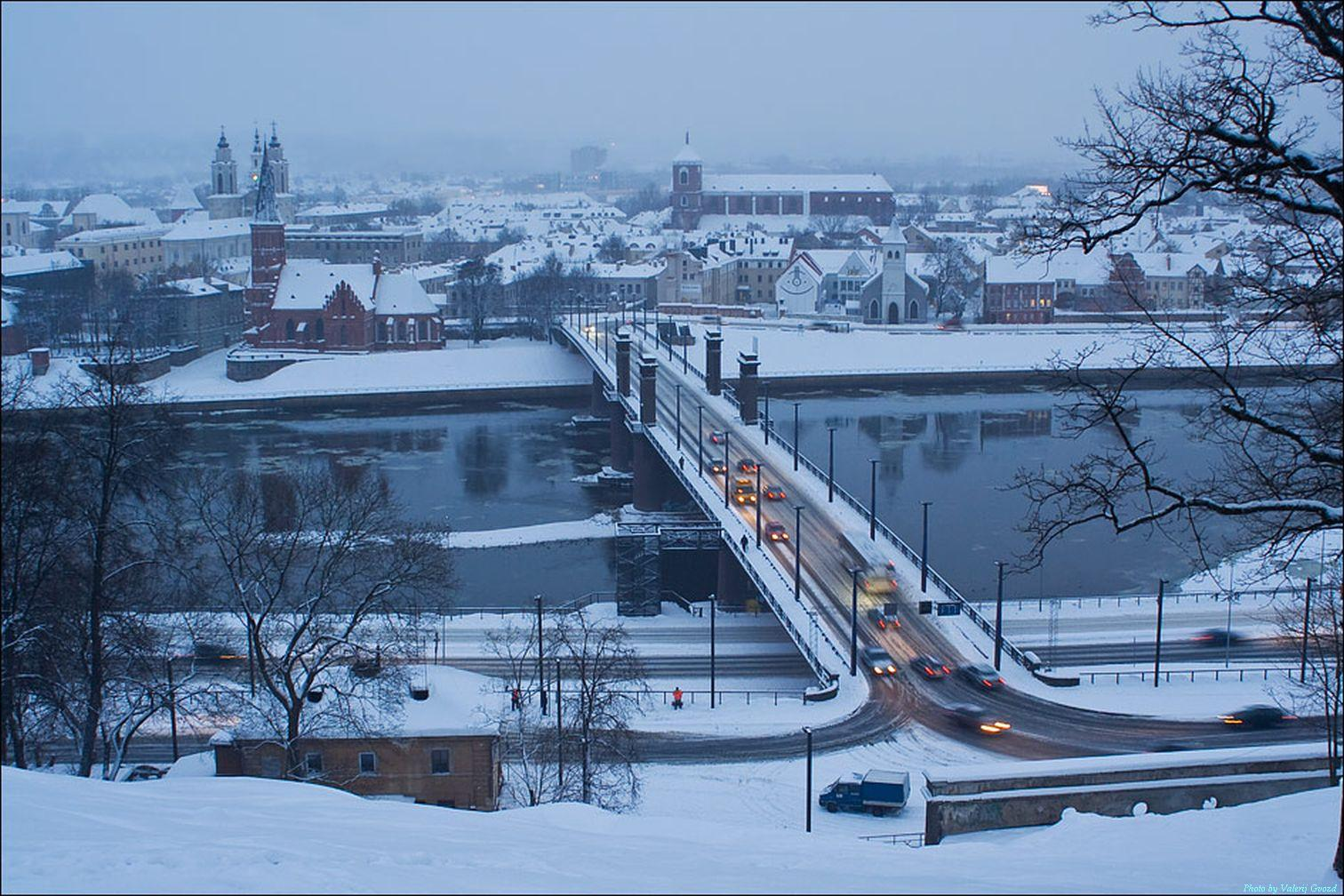
Kaunas en invierno

Kaunas cuenta con un clima continental, de inviernos fríos y veranos suaves y lluviosos. A pesar de su ubicación septentrional, el clima en Kaunas es relativamente suave en comparación con otros lugares de latitudes similares, principalmente por la influencia del mar Báltico. Debido a su latitud, la luz del día en Kaunas se extiende desde 17 horas en pleno verano a sólo alrededor de 7 horas en pleno invierno. El bosque de Kazlu, al oeste de Kaunas, crea un microclima alrededor de la ciudad, regula la humedad y la temperatura del aire, y lo protege de los fuertes vientos del oeste.
Los veranos en Kaunas son agradables, con máximas de 21-22 °C y mínimas de alrededor de 12 °C, pero las temperaturas pueden llegar a los 30 °C en algunos días. Los inviernos son fríos, y, frecuentemente cubiertos de nieve, con temperaturas medias que oscilan entre –8 y 0 °C y rara vez caen por debajo de –15 °C. Generalmente, la primavera y el otoño son frescos y templados.

## Demografía

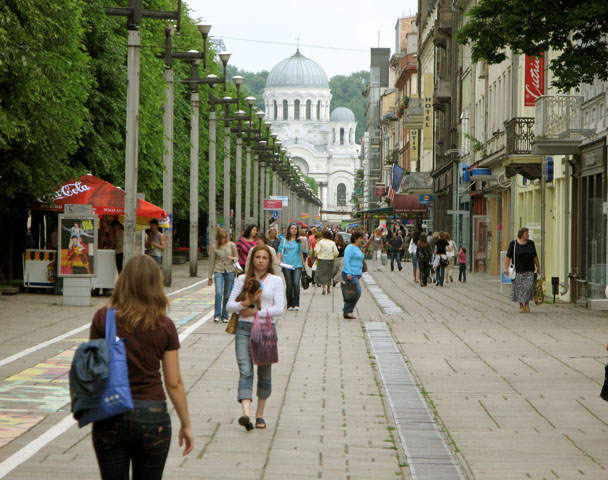
Personas en Kaunas

Con una población de 328 763 habitantes según el censo de 2019, Kaunas es la segunda ciudad más habitada de Lituania por detrás de Vilna. Es también la ciudad lituana con mayor porcentaje de lituanohablantes; representan el 94 % del total censado, mientras que en la capital esa cifra se reduce al 63 %. Los ciudadanos de origen ruso suponen el 4 % del total, y el resto de grupos no superan el punto porcentual.
La composición demográfica ha variado notablemente con el paso de los años. A finales del siglo XIX había una importante comunidad rusa que terminó dejando el país con la independencia lituana. En la década de 1920, cuando Kaunas era la capital de facto, los lituanos representaban el 59 % de la población y había una notable minoría de judíos (27 %), seguida por grupos pequeños de polacos, alemanes bálticos y rusos. No obstante, la población judía fue exterminada durante la Segunda Guerra Mundial.
Durante la Unión Soviética se llegaron a superar los 400 000 habitantes censados. Después de la restauración de independencia, Kaunas ha perdido población por la emigración y la baja natalidad.
| Gráfica de evolución demográfica de Kaunas entre 1897 y 2011      |
|                                                                   |
| Población de derecho según el Centro de Estadísticas de Lituania. |

## Salud
La ciudad cuenta (entre otros) con el Hospital de la Cruz Roja de Kaunas, en funcionamiento desde 1908.

## Transporte

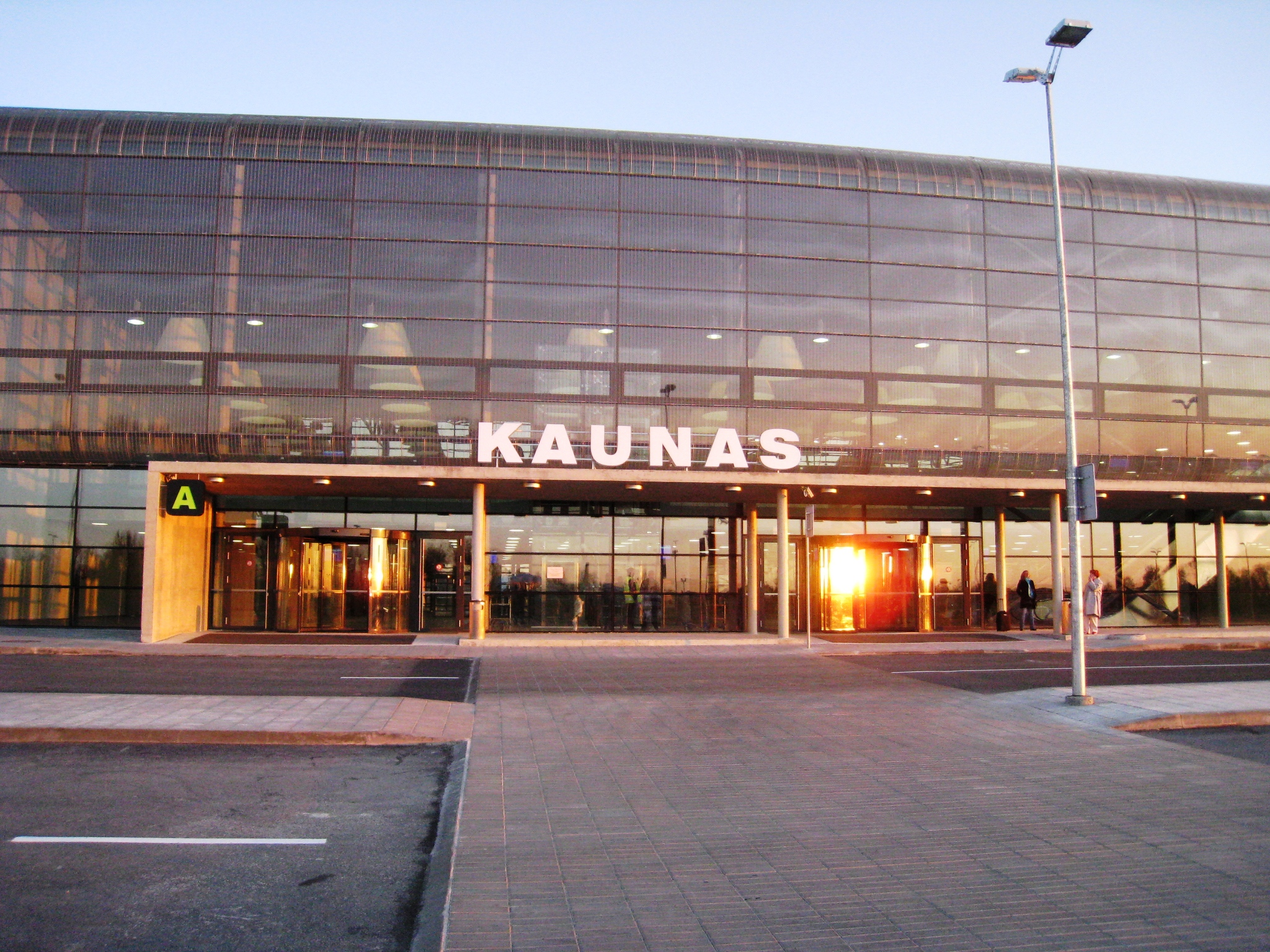
Aeropuerto internacional de Kaunas en el año 2018.

Buena parte del transporte de Kaunas depende del tráfico rodado. La carretera europea «E67», conocida popularmente como «Vía Báltica», transcurre desde Praga (República Checa) hasta Helsinki (Finlandia) pasando por Polonia y las capitales de los países bálticos. Esta vía se cruza al este con la autopista «A1», que conecta la capital Vilna con la ciudad portuaria de Klaipėda, y con la autopista de circunvalación «A5». Hacia el norte, Kaunas enlaza con la autopista «A6» que a su vez está unida a la carretera europea E262 hacia Ostrov (Rusia).
La estación de ferrocarril de Kaunas fue inaugurada en 1862, integrada en una línea que conectaba San Petersburgo con Varsovia. Hoy en día es una estación de cabecera de ferrocarriles lituanos y forma parte de la línea que conecta Lituania con la ciudad polaca de Bialystok. Se prevé su integración en la futura Rail Baltica.
Los barrios de la ciudad, construida sobre la confluencia de dos ríos, están conectados por más de treinta puentes y viaductos. Los más importantes son el puente de Vitautas el Grande y el de M. K. Čiurlionis, que conectan Aleksotas con el casco antiguo. La red de transporte público está formada por una red de autobuses, trolebuses y minibuses.
A 15 km del centro se encuentra el aeropuerto de Kaunas (código IATA: KUN), el segundo con más tráfico de Lituania y el cuarto en el conjunto de los países bálticos; solo en 2017 pasaron por él más de un millón de pasajeros. La instalación es utilizada principalmente por aerolíneas de bajo coste: Ryanair y Wizz Air. Kaunas es considerada la cuna de la aviación del Báltico, pues en 1933 se intentó hacer un vuelo de larga distancia sin escalas desde la base aérea de Aleksotas hasta Nueva York. Los pilotos Steponas Darius y Stasys Girėnas fallecieron en el intento a bordo del «Lituanica» y desde entonces se les considera héroes nacionales.

## Educación
Kaunas es considerada una ciudad de estudiantes, con más de 25 000 jóvenes estudiando en sus universidades.
- Universidad de Medicina de Kaunas
- Universidad de Tecnología de Kaunas
- Universidad de Vytautas Magnus
- Universidad Lituana de Agricultura
- Academia Lituana de Educación Física
- Academia de Veterinaria de Kaunas
- Universidad de Vilna - Facultad de Humanidades de Kaunas
- Facultad de Negocios de Kaunas
- Facultad de Kaunas
- Universidad Lituana de Ciencias de la Salud

## Deportes

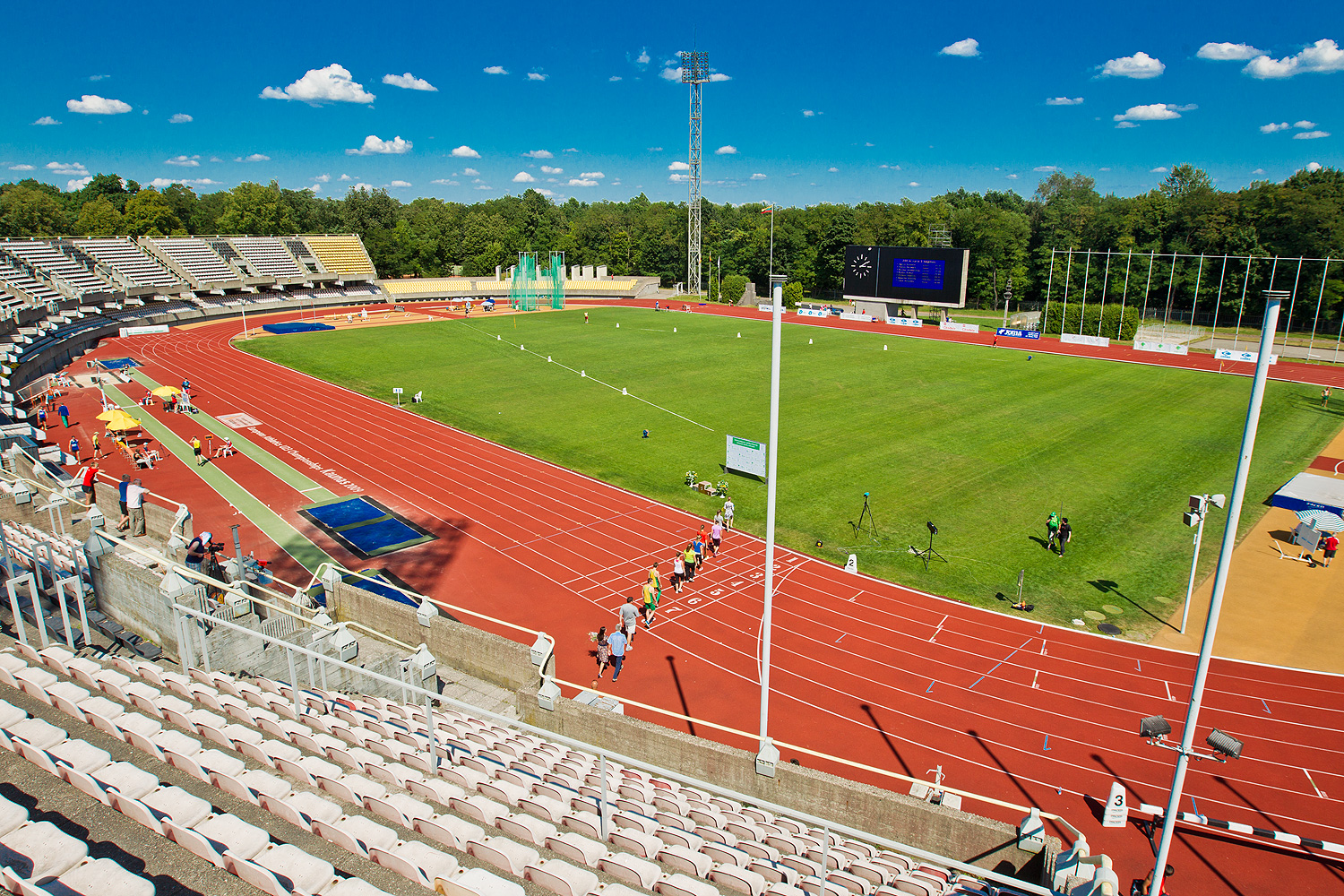
Interior del Estadio Darius y Girėnas, construido en 1925.

Kaunas es la ciudad con mayor tradición deportiva de Lituania, pues allí se fundaron los primeros clubes deportivos del país. La mayoría de instalaciones deportivas están agrupadas en el distrito de Žaliakalnis, tales como el Pabellón de Deportes —baloncesto—, el Estadio Darius y Girenas —atletismo y fútbol— y la Academia Nacional de Fútbol. Cerca de allí se encuentra la Universidad Deportiva de Lituania, abierta en 1934 como el primer centro báltico especializado en educación física.
El deporte más practicado es el baloncesto y su club representativo es el Žalgiris Kaunas, que desde su fundación en 1944 se ha convertido en más laureado de Lituania, así como el único del país que ha podido ganar tanto la liga soviética como la Euroliga. De sus filas han salido estrellas como Modestas Paulauskas, Arvydas Sabonis, Šarūnas Marčiulionis, Žydrūnas Ilgauskas y Šarūnas Jasikevičius entre muchos otros. El equipo disputa sus partidos en el Žalgiris Arena, inaugurado en 2011.
Aunque el fútbol no es un deporte mayoritario, Kaunas contó con el club pionero en Lituania (LFLS Kaunas) y ha albergado los partidos de la selección nacional desde 1990 hasta 2013, cuando la Federación Lituana se trasladó a un nuevo campo en Vilna. Después de la desaparición del FBK Kaunas, el club más representativo es el Kauno Žalgiris.

## Ciudades hermanadas
Kaunas tiene acuerdos de hermanamiento con las siguientes ciudades:
- Antignano (Italia)
- Brescia (Italia)
- Breslavia (Polonia)[20]
- Brno (República Checa)[21]
- Cava dei Tirreni (Italia)
- Ferrara (Italia)
- Grenoble (Francia)[22]
- Hordaland (Noruega)
- Járkov (Ucrania)
- Linköping (Suecia)
- Łomża (Polonia)
- Los Ángeles (Estados Unidos)
- Myślibórz (Polonia)
- Odense (Dinamarca)
- Tampere (Finlandia)
- Tartu (Estonia)
- Trabzon (Turquía)
- Tyumen (Rusia)
- Växjö (Suecia)
- Xiamen (China)